# Melasina pelodoxa
Melasina pelodoxa är en fjärilsart som beskrevs av Edward Meyrick 1928. Melasina pelodoxa ingår i släktet Melasina och familjen säckspinnare. Inga underarter finns listade i Catalogue of Life.